# Anauê (revista)
A Revista Anauê! (1935–1937) foi uma publicação mensal de âmbito nacional que teve 22 edições. Era uma revista fascista de variedades, que contava com textos teóricos aliados ao cotidiano integralista, com farta presença de ilustrações, desenhos e fotografias.
Dirigida inicialmente pelo escritor Eurípedes Cardoso de Menezes, autor de diversos artigos na própria revista, foi a principal revista do movimento integralista no Brasil. Seus artigos eram de autoria dos principais expoentes do movimento integralista, dentre eles Plínio Salgado, Gustavo Barroso, Miguel Reale, Câmara Cascudo, Jeová Mota e Loureiro Júnior.[carece de fontes?]
Além da revista Anauê!, é possível encontrar outras publicações similares publicadas pela Ação Integralista Brasileira – AIB (1932–1937), com destaque para as revistas Brasil Feminino e O Sigma; a última, publicada no município de Niterói, contou com apenas uma única edição no ano de 1937.[carece de fontes?]
A presença de anúncios na revista Anauê! é algo que chama a atenção, com a presença farta de anúncios ligados aos Laboratórios Raul Leite, cujo dono, o Dr. Raul Leite, teve papel de destaque no movimento integralista, participando inclusive de um dos principais órgãos, a Câmara dos Quarenta, criada em 1936.
Em suas páginas é possível encontrar fotografias que retratam o cotidiano dos integralistas, conhecidos popularmente como "camisas-verdes", e também produtos variados que foram intensamente anunciados em suas páginas, como broches, uniformes, pastas de dentes, cigarros e outros.[carece de fontes?]